# Voyage en Grande Tartarie
Pour plus de détails, voir Fiche technique et Distribution.
Voyage en Grande Tartarie est un film français réalisé par Jean-Charles Tacchella, sorti en 1974.

## Synopsis
Sa femme assassinée en pleine rue par un fou, Alexis  quitte son travail, vide son compte en banque et part sans but. Il s'intéresse à la vie des autres. Des paysans barrent les routes, des commerçants manifestent alors qu'à la télévision, on fusille en direct des contestataires. Il rencontre Daphné puis s'installe chez elle. Daphné est fragile mentalement, à tendance cyclothymique. Ils décident ensemble d'entreprendre « le voyage » dont l'issue ne peut être que la mort. Ils abandonnent tout et partent ensemble sur les routes. C'est ensuite une succession de prise d'otages, fusillades, pendaisons et le spectacle d'un pays complètement pollué. Au terme du voyage, ayant épuisé leurs dernières ressources, Daphné change d'avis et ne veut plus mourir. Alexis y renonce aussi. Ils retournent chez lui, mais l'appartement est occupé  par des gens qui vivent dans la terreur les uns des autres. Ils décident de continuer malgré les horreurs qui les entourent.

## Fiche technique
- Titre : Voyage en Grande Tartarie
- Réalisation : Jean-Charles Tacchella
- Scénario et dialogues : Jean-Charles Tacchella
- Photographie : André Dubreuil
- Montage : Brigitte Sousselier
- Musique : Gérard Anfosso
- Sociétés de production : MK2 Productions - Les Films Vincent Malle - O.R.T.F.
- Pays de production : France
- Tournage : du 20 juin au 20 août 1973
- Durée : 100 minutes
- Date de sortie :
  - France : 6 mars 1974

## Distribution
- Jean-Luc Bideau
- Micheline Lanctôt
- Lou Castel
- Catherine Laborde
- Fulbert Janin
- Roland Amstutz
- Jacques Maury